# Dżubb al-Kalb Kabir
Dżubb al-Kalb Kabir (arab. جب الكلب كبير) – wieś w Syrii, w muhafazie Aleppo, w dystrykcie Manbidż. W 2004 roku liczyła 766 mieszkańców.